# Hultsnäsesjön
Hultsnäsesjön är en sjö i Högsby kommun i Småland och ingår i Alsteråns huvudavrinningsområde. Sjön är 3,5 meter djup, har en yta på 3,76 kvadratkilometer och är belägen 71 meter över havet. Sjön avvattnas av vattendraget Alsterån.

## Delavrinningsområde
Hultsnäsesjön ingår i det delavrinningsområde (632362-151844) som SMHI kallar för Utloppet av Hultsnäsesjön. Medelhöjden är 79 meter över havet och ytan är 31,03 kvadratkilometer. Räknas de 46 avrinningsområdena uppströms in blir den ackumulerade arean 1 194,43 kvadratkilometer. Avrinningsområdets utflöde Alsterån mynnar i havet. Avrinningsområdet består mestadels av skog (79 procent). Avrinningsområdet har 3,75 kvadratkilometer vattenytor vilket ger det en sjöprocent på 12,1 procent.